# ベリック公爵
ベリック公爵（ベリックこうしゃく、英: Duke of Berwic, 西: Duque de Berwick）はイギリス（イングランド貴族、ジャコバイト貴族）およびスペインの公爵位。爵位名はスコットランドとの国境に近いイングランドの町ベリック・アポン・ツイードに因む。

## 歴史
1687年3月19日、イングランド王ジェームズ2世と愛妾アラベラ・チャーチルの間に生まれた庶子ジェームズ・フィッツジェームズ (1670-1734) に従属爵位のティンマス伯爵 (Earl of Tinmouth)、ボズワース男爵 (Baron Bosworth) 位と共に与えられた。
フィッツジェームズは軍人として大トルコ戦争で活躍したが、1688年の名誉革命で父とともにフランスに亡命し、1695年にイングランド議会よりすべての称号を剥奪されたとされている（後述）。
しかしながら、これらの爵位はジェームズ2世の歓心を買う目的でフランス王ルイ14世により他のジャコバイトの爵位（パース伯爵、メルフォート公爵等）同様に事実上のジャコバイト爵位として認定された。1707年12月13日、スペイン王フェリペ5世はフィッツジェームズにグランデの特権とスペイン貴族としてのベリック公爵位を授与した。

### 爵位の分裂
原則男性しか爵位を相続できないイギリスと違い、スペインには男系女系を問わず爵位を相続できる絶対長子相続の原則があるため、1953年に第10代公爵を継承していた第17代アルバ公爵ハコボ・フィツ＝ハメス・ストゥアルトが亡くなると継承法の違いからベリック公爵位は2つの系統に分かれて相続されることになった。
英国（ジャコバイト）のベリック公爵位は10代公の甥ペニャランダ公フェルナンド (1922-1970) が継承し、現在の保有者はその息子の12代公爵ハコボ・エルナンド (1948-) である。爵位の法定推定相続人は弟のバルデラバノ侯爵ルイスである。
一方、スペインのベリック公爵位は第10代公のひとり娘である第18代アルバ公爵夫人カイエターナ (1926-2014) が継承した。2014年に彼女が亡くなると息子の第19代アルバ公カルロス (1948-) が爵位を継承し、現在の保有者も彼である。爵位の法定推定相続人は長男のウエスカル侯爵フェルナンド(1990-) である。

## イングランド爵位の現状
先述の通り、初代公爵ジェームズ・フィッツジェームズが所持していた爵位は、彼が名誉革命によってフランスへ亡命した父ジェームズ2世に従ったことで1695年に剥奪されたとされている。紋章院が発行している『貴族目録』にも、これらの爵位は記載されておらず、今日のイングランドにおいて一般的には存在しない爵位とされている。
しかし、ベリック公爵とその従属爵位は議会からジャコバイトの爵位と見做されなかったため私権剥奪命令の対象外とされており、イングランド爵位としてのベリック公爵位は休眠状態であるとする考え方があり、正当な相続人が爵位復活の請願を出すことは可能とされている。

## 現当主の保有爵位
ジャコバイト貴族ベリック公爵家の現当主であるハコボ・エルナンド・フィツ＝ハメス・ストゥアルトは以下の爵位を保有している。
ジャコバイトの爵位
- 第12代 ベリック公爵 (12th Duke of BerWic)
- 第12代 ティンマス伯爵 (12th Earl of Tinmouth)
- 第12代 ボズワース男爵 (12th Baron Bosworth)

すべて1695年創設
スペインの爵位
- 第18代 ペニャランダ・デ・ドゥエロ公爵グランデ (18º Duque de Peñaranda de Duero) ：1608年5月22日創設
- 第8代 ラ・ロカ公爵グランデ (8º Ducado de la Roca) ：1793年3月24日創設
- 第6代 ラ・ラグナ侯爵グランデ (6º Marquesado de la Laguna) ：1861年11月27日創設
- 第13代 モンティホ伯爵グランデ (13º Condado de Montijo) ：1559年12月13日創設
- 第18代 ソフラガ侯爵 (18º Marqués de Sofraga)
- 第16代 ヴィジャビシオサ侯爵 (16º Marquesado de Villaviciosa) ：1668年4月8日創設
- 第12代 コキーリャ侯爵 (12º Marqués de Coquilla)
- 第4代 ウルバサ伯爵 (4º Condado de Urbasa) ：1875年8月4日創設
- 第9代 トレヘルモサ伯爵 (9º conde de Torrehermosa)

## 歴代の公爵

### ベリック公爵 (イングランド貴族、1687年 - 1695年)
| 肖像                                               | 代数 名前 （生没年）                                        | 受爵期間        | 備考                                           |
| -------------------------------------------------- | ----------------------------------------------------------- | --------------- | ---------------------------------------------- |
|                                                    | 初代ベリック公 ジェームズ・フィッツジェームズ (1670 - 1734) | 1670年 - 1695年 | ジェームズ2世五男 （母：アラベラ・チャーチル） |
| 1695年、議会より私権剥奪。爵位は消滅または休止状態 |                                                             |                 |                                                |

### ジャコバイトのベリック公爵 (1695年–)
| 肖像 | 代数 名前 （生没年）                                                                                               | 受爵期間        | 備考                                                                                    |
| --- | --- | --------------- | --------------------------------------------------------------------------------------- |
| | 初代ベリック公 ジェームズ・フィッツジェームズ (1670 - 1734)                                                        | 1695年 - 1734年 | ジェームズ2世五男 （母：アラベラ・チャーチル）                                          |
| | 第2代ベリック公 ジェームズ・フィッツ＝ジェームズ・ステュアート (1696 - 1738)                                       | 1734年 - 1738年 | 先代の長男                                                                              |
| | 第3代ベリック公 ハコボ・フィツ＝ハメス・ストゥアルト (1718 - 1785)                                                 | 1738年 - 1785年 | 先代の次男 妻マリア・テレサは第11代アルバ女公マリア・テレサ・アルバレス・デ・トレドの娘 |
| | 第4代ベリック公 第4代リーリア・イ・セリカ公 カルロス・フィツ＝ハメス・ストゥアルト (1752 - 1787)                   | 1785年 - 1787年 | 先代の息子                                                                              |
| | 第5代ベリック公 第5代リーリア・イ・セリカ公 ハコボ・フェリペ・カルロス・フィツ＝ハメス・ストゥアルト (1773 - 1794) | 1787年 - 1794年 | 先代の息子                                                                              |
| | 第6代ベリック公 第6代リーリア・イ・セリカ公 ハコボ・ホセ・マリア・フィツ＝ハメス・ストゥアルト (1792 - 1795)       | 1794年 - 1795年 | 5代公爵の次男                                                                           |
| | 第7代ベリック公 第14代アルバ公 カルロス・ミゲル・フィツ＝ハメス・ストゥアルト (1794 - 1835)                        | 1795年 - 1835年 | 5代公爵の三男 アルバ公を継承                                                            |
| | 第8代ベリック公 第15代アルバ公 ハコボ・フィツ＝ハメス・ストゥアルト (1821 - 1881)                                  | 1735年 - 1881年 | 先代の息子                                                                              |
| | 第9代ベリック公 第16代アルバ公 カルロス・マリア・フィツ＝ハメス・ストゥアルト (1849 - 1901)                        | 1781年 - 1901年 | 先代の息子                                                                              |
| | 第10代ベリック公 第17代アルバ公 ハコボ・フィツ＝ハメス・ストゥアルト (1878 - 1953)                                 | 1901年 - 1953年 | 先代の息子                                                                              |
| 10代公爵の死後、イングランドとスペインの継承法の違いからベリック公爵位はジャコバイト爵位とスペイン爵位に分裂 | |                 |                                                                                         |
| | 第11代ベリック公 第17代ペニャランダ公 フェルナンド・フィツ＝ハメス・ストゥアルト (1922 - 1970)                     | 1953年 - 1970年 | 先代の甥 （父：第18代ペニャランダ公爵エルナンド・フィツ＝ハメス・ストゥアルト）         |
| | 第12代ベリック公 第18代ペニャランダ公 ハコボ・エルナンド・フィツ＝ハメス・ストゥアルト (1947 -)                    | 受爵中          | 先代の息子                                                                              |

爵位の法定推定相続人は弟のバルデラバノ侯爵ルイス・フィツ＝ハメス・ストゥアルト。

### スペインのベリック公爵 (1707年分立)
| 肖像 | 代数 名前 （生没年）                                                                       | 受爵期間        | 備考               |
| ---- | ------------------------------------------------------------------------------------------ | --------------- | ------------------ |
|      | 第11代ベリック公 第18代アルバ女公 カイエターナ・フィツ＝ハメス・ストゥアルト (1926 - 2014) | 1953年 - 2014年 | 第10代公爵の一人娘 |
|      | 第12代ベリック公 第19代アルバ公 カルロス・フィツ＝ハメス・ストゥアルト (1948 - )           | 受爵中          | 先代の長男         |

爵位の法定推定相続人は長男のウエスカル侯爵フェルナンド・フィツ＝ハメス・ストゥアルト。

## 系図
|                                                                                                |                                                                                                |                                                                                                |                                                                                                |                                                                                                |                                                                                                |                                                                                      |                                                                                      | イングランド王 ジェームズ2世                                                                                    | イングランド王 ジェームズ2世                                                                                    | イングランド王 ジェームズ2世                                                                                    | イングランド王 ジェームズ2世                                                                                    | イングランド王 ジェームズ2世                                                                                    | イングランド王 ジェームズ2世                                                                                    | |                            |                            |                            |                            |                            | アラベラ・チャーチル                                                                 | アラベラ・チャーチル                                                                 | アラベラ・チャーチル                                                                 | アラベラ・チャーチル                                                                 | アラベラ・チャーチル                                                                 | アラベラ・チャーチル                                                                 |  |  |                                                                          |                                                                          |                                                                          |                                                                          |                                                                          |                                                                          |  |  |  |  |  |  |  |  |  |  |  |  |  |  |  |  |  |  |  |  |  |  |
|                                                                                                |                                                                                                |                                                                                                |                                                                                                |                                                                                                |                                                                                                |                                                                                      |                                                                                      | イングランド王 ジェームズ2世                                                                                    | イングランド王 ジェームズ2世                                                                                    | イングランド王 ジェームズ2世                                                                                    | イングランド王 ジェームズ2世                                                                                    | イングランド王 ジェームズ2世                                                                                    | イングランド王 ジェームズ2世                                                                                    | |                            |                            |                            |                            |                            | アラベラ・チャーチル                                                                 | アラベラ・チャーチル                                                                 | アラベラ・チャーチル                                                                 | アラベラ・チャーチル                                                                 | アラベラ・チャーチル                                                                 | アラベラ・チャーチル                                                                 |  |  |                                                                          |                                                                          |                                                                          |                                                                          |                                                                          |                                                                          |  |  |  |  |  |  |  |  |  |  |  |  |  |  |  |  |  |  |  |  |  |  |
|                                                                                                |                                                                                                |                                                                                                |                                                                                                |                                                                                                |                                                                                                |                                                                                      |                                                                                      | | | | | | | |                            |                            |                            |                            |                            |                                                                                      |                                                                                      |                                                                                      |                                                                                      |                                                                                      |                                                                                      |  |  |                                                                          |                                                                          |                                                                          |                                                                          |                                                                          |                                                                          |  |  |  |  |  |  |  |  |  |  |  |  |  |  |  |  |  |  |  |  |  |  |
|                                                                                                |                                                                                                |                                                                                                |                                                                                                |                                                                                                |                                                                                                |                                                                                      |                                                                                      | | | | | | | 初代ベリック公爵 初代リーリア・イ・セリカ公爵 初代フィッツ＝ジャム公爵 ジェームズ・フィッツジェームズ                                  |                            |                            |                            |                            |                            |                                                                                      |                                                                                      |                                                                                      |                                                                                      |                                                                                      |                                                                                      |  |  |                                                                          |                                                                          |                                                                          |                                                                          |                                                                          |                                                                          |  |  |  |  |  |  |  |  |  |  |  |  |  |  |  |  |  |  |  |  |  |  |
|                                                                                                |                                                                                                |                                                                                                |                                                                                                |                                                                                                |                                                                                                |                                                                                      |                                                                                      | | | | | | | |                            |                            |                            |                            |                            |                                                                                      |                                                                                      |                                                                                      |                                                                                      |                                                                                      |                                                                                      |  |  |                                                                          |                                                                          |                                                                          |                                                                          |                                                                          |                                                                          |  |  |  |  |  |  |  |  |  |  |  |  |  |  |  |  |  |  |  |  |  |  |
|                                                                                                |                                                                                                |                                                                                                |                                                                                                |                                                                                                |                                                                                                |                                                                                      |                                                                                      | | | | | | | |                            |                            |                            |                            |                            |                                                                                      |                                                                                      |                                                                                      |                                                                                      |                                                                                      |                                                                                      |  |  |                                                                          |                                                                          |                                                                          |                                                                          |                                                                          |                                                                          |  |  |  |  |  |  |  |  |  |  |  |  |  |  |  |  |  |  |  |  |  |  |
| 第2代ベリック公爵 第2代リーリア・イ・セリカ公爵 ジェームズ・フィッツ＝ジェームズ・ステュアート | 第2代ベリック公爵 第2代リーリア・イ・セリカ公爵 ジェームズ・フィッツ＝ジェームズ・ステュアート | 第2代ベリック公爵 第2代リーリア・イ・セリカ公爵 ジェームズ・フィッツ＝ジェームズ・ステュアート | 第2代ベリック公爵 第2代リーリア・イ・セリカ公爵 ジェームズ・フィッツ＝ジェームズ・ステュアート | 第2代ベリック公爵 第2代リーリア・イ・セリカ公爵 ジェームズ・フィッツ＝ジェームズ・ステュアート | 第2代ベリック公爵 第2代リーリア・イ・セリカ公爵 ジェームズ・フィッツ＝ジェームズ・ステュアート |                                                                                      |                                                                                      | 第2代フィッツ＝ジャム公爵 ジャック・ド・フィッツ＝ジャム                                                        | 第2代フィッツ＝ジャム公爵 ジャック・ド・フィッツ＝ジャム                                                        | 第2代フィッツ＝ジャム公爵 ジャック・ド・フィッツ＝ジャム                                                        | 第2代フィッツ＝ジャム公爵 ジャック・ド・フィッツ＝ジャム                                                        | 第2代フィッツ＝ジャム公爵 ジャック・ド・フィッツ＝ジャム                                                        | 第2代フィッツ＝ジャム公爵 ジャック・ド・フィッツ＝ジャム                                                        | |                            |                            |                            |                            |                            | 第3代フィッツ＝ジャム公爵 フランソワ・ド・フィッツ＝ジャム                           | 第3代フィッツ＝ジャム公爵 フランソワ・ド・フィッツ＝ジャム                           | 第3代フィッツ＝ジャム公爵 フランソワ・ド・フィッツ＝ジャム                           | 第3代フィッツ＝ジャム公爵 フランソワ・ド・フィッツ＝ジャム                           | 第3代フィッツ＝ジャム公爵 フランソワ・ド・フィッツ＝ジャム                           | 第3代フィッツ＝ジャム公爵 フランソワ・ド・フィッツ＝ジャム                           |  |  | 第4代フィッツ＝ジャム公爵 シャルル・ド・フィッツ＝ジャム                 | 第4代フィッツ＝ジャム公爵 シャルル・ド・フィッツ＝ジャム                 | 第4代フィッツ＝ジャム公爵 シャルル・ド・フィッツ＝ジャム                 | 第4代フィッツ＝ジャム公爵 シャルル・ド・フィッツ＝ジャム                 | 第4代フィッツ＝ジャム公爵 シャルル・ド・フィッツ＝ジャム                 | 第4代フィッツ＝ジャム公爵 シャルル・ド・フィッツ＝ジャム                 |  |  |  |  |  |  |  |  |  |  |  |  |  |  |  |  |  |  |  |  |  |  |
| 第2代ベリック公爵 第2代リーリア・イ・セリカ公爵 ジェームズ・フィッツ＝ジェームズ・ステュアート | 第2代ベリック公爵 第2代リーリア・イ・セリカ公爵 ジェームズ・フィッツ＝ジェームズ・ステュアート | 第2代ベリック公爵 第2代リーリア・イ・セリカ公爵 ジェームズ・フィッツ＝ジェームズ・ステュアート | 第2代ベリック公爵 第2代リーリア・イ・セリカ公爵 ジェームズ・フィッツ＝ジェームズ・ステュアート | 第2代ベリック公爵 第2代リーリア・イ・セリカ公爵 ジェームズ・フィッツ＝ジェームズ・ステュアート | 第2代ベリック公爵 第2代リーリア・イ・セリカ公爵 ジェームズ・フィッツ＝ジェームズ・ステュアート |                                                                                      |                                                                                      | 第2代フィッツ＝ジャム公爵 ジャック・ド・フィッツ＝ジャム                                                        | 第2代フィッツ＝ジャム公爵 ジャック・ド・フィッツ＝ジャム                                                        | 第2代フィッツ＝ジャム公爵 ジャック・ド・フィッツ＝ジャム                                                        | 第2代フィッツ＝ジャム公爵 ジャック・ド・フィッツ＝ジャム                                                        | 第2代フィッツ＝ジャム公爵 ジャック・ド・フィッツ＝ジャム                                                        | 第2代フィッツ＝ジャム公爵 ジャック・ド・フィッツ＝ジャム                                                        | |                            |                            |                            |                            |                            | 第3代フィッツ＝ジャム公爵 フランソワ・ド・フィッツ＝ジャム                           | 第3代フィッツ＝ジャム公爵 フランソワ・ド・フィッツ＝ジャム                           | 第3代フィッツ＝ジャム公爵 フランソワ・ド・フィッツ＝ジャム                           | 第3代フィッツ＝ジャム公爵 フランソワ・ド・フィッツ＝ジャム                           | 第3代フィッツ＝ジャム公爵 フランソワ・ド・フィッツ＝ジャム                           | 第3代フィッツ＝ジャム公爵 フランソワ・ド・フィッツ＝ジャム                           |  |  | 第4代フィッツ＝ジャム公爵 シャルル・ド・フィッツ＝ジャム                 | 第4代フィッツ＝ジャム公爵 シャルル・ド・フィッツ＝ジャム                 | 第4代フィッツ＝ジャム公爵 シャルル・ド・フィッツ＝ジャム                 | 第4代フィッツ＝ジャム公爵 シャルル・ド・フィッツ＝ジャム                 | 第4代フィッツ＝ジャム公爵 シャルル・ド・フィッツ＝ジャム                 | 第4代フィッツ＝ジャム公爵 シャルル・ド・フィッツ＝ジャム                 |  |  |  |  |  |  |  |  |  |  |  |  |  |  |  |  |  |  |  |  |  |  |
|                                                                                                |                                                                                                |                                                                                                |                                                                                                |                                                                                                |                                                                                                |                                                                                      |                                                                                      | | | | | | | |                            |                            |                            |                            |                            |                                                                                      |                                                                                      |                                                                                      |                                                                                      |                                                                                      |                                                                                      |  |  | （フィッツ＝ジャム公爵へ）                                               |                                                                          |                                                                          |                                                                          |                                                                          |                                                                          |  |  |  |  |  |  |  |  |  |  |  |  |  |  |  |  |  |  |  |  |  |  |
|                                                                                                |                                                                                                |                                                                                                |                                                                                                |                                                                                                |                                                                                                |                                                                                      |                                                                                      | | | | | | | 第11代アルバ女公 マリア・テレサ・アルバレス・デ・トレド                                                                                |                            |                            |                            |                            |                            |                                                                                      |                                                                                      |                                                                                      |                                                                                      |                                                                                      |                                                                                      |  |  |                                                                          |                                                                          |                                                                          |                                                                          |                                                                          |                                                                          |  |  |  |  |  |  |  |  |  |  |  |  |  |  |  |  |  |  |  |  |  |  |
|                                                                                                |                                                                                                |                                                                                                |                                                                                                |                                                                                                |                                                                                                |                                                                                      |                                                                                      | | | | | | | |                            |                            |                            |                            |                            |                                                                                      |                                                                                      |                                                                                      |                                                                                      |                                                                                      |                                                                                      |  |  |                                                                          |                                                                          |                                                                          |                                                                          |                                                                          |                                                                          |  |  |  |  |  |  |  |  |  |  |  |  |  |  |  |  |  |  |  |  |  |  |
|                                                                                                |                                                                                                | 第3代ベリック公爵 第3代リーリア・イ・セリカ公爵 ハコボ・フィツ＝ハメス・ストゥアルト           | 第3代ベリック公爵 第3代リーリア・イ・セリカ公爵 ハコボ・フィツ＝ハメス・ストゥアルト           | 第3代ベリック公爵 第3代リーリア・イ・セリカ公爵 ハコボ・フィツ＝ハメス・ストゥアルト           | 第3代ベリック公爵 第3代リーリア・イ・セリカ公爵 ハコボ・フィツ＝ハメス・ストゥアルト           | 第3代ベリック公爵 第3代リーリア・イ・セリカ公爵 ハコボ・フィツ＝ハメス・ストゥアルト | 第3代ベリック公爵 第3代リーリア・イ・セリカ公爵 ハコボ・フィツ＝ハメス・ストゥアルト | | | | | | | マリア・テレサ・デ・シルバ | マリア・テレサ・デ・シルバ | マリア・テレサ・デ・シルバ | マリア・テレサ・デ・シルバ | マリア・テレサ・デ・シルバ | マリア・テレサ・デ・シルバ |                                                                                      |                                                                                      |                                                                                      |                                                                                      |                                                                                      |                                                                                      |  |  |                                                                          |                                                                          |                                                                          |                                                                          |                                                                          |                                                                          |  |  |  |  |  |  |  |  |  |  |  |  |  |  |  |  |  |  |  |  |  |  |
|                                                                                                |                                                                                                | 第3代ベリック公爵 第3代リーリア・イ・セリカ公爵 ハコボ・フィツ＝ハメス・ストゥアルト           | 第3代ベリック公爵 第3代リーリア・イ・セリカ公爵 ハコボ・フィツ＝ハメス・ストゥアルト           | 第3代ベリック公爵 第3代リーリア・イ・セリカ公爵 ハコボ・フィツ＝ハメス・ストゥアルト           | 第3代ベリック公爵 第3代リーリア・イ・セリカ公爵 ハコボ・フィツ＝ハメス・ストゥアルト           | 第3代ベリック公爵 第3代リーリア・イ・セリカ公爵 ハコボ・フィツ＝ハメス・ストゥアルト | 第3代ベリック公爵 第3代リーリア・イ・セリカ公爵 ハコボ・フィツ＝ハメス・ストゥアルト | | | | | | | マリア・テレサ・デ・シルバ | マリア・テレサ・デ・シルバ | マリア・テレサ・デ・シルバ | マリア・テレサ・デ・シルバ | マリア・テレサ・デ・シルバ | マリア・テレサ・デ・シルバ |                                                                                      |                                                                                      |                                                                                      |                                                                                      |                                                                                      |                                                                                      |  |  |                                                                          |                                                                          |                                                                          |                                                                          |                                                                          |                                                                          |  |  |  |  |  |  |  |  |  |  |  |  |  |  |  |  |  |  |  |  |  |  |
|                                                                                                |                                                                                                |                                                                                                |                                                                                                |                                                                                                |                                                                                                |                                                                                      |                                                                                      | | | | | | | |                            |                            |                            |                            |                            |                                                                                      |                                                                                      |                                                                                      |                                                                                      |                                                                                      |                                                                                      |  |  |                                                                          |                                                                          |                                                                          |                                                                          |                                                                          |                                                                          |  |  |  |  |  |  |  |  |  |  |  |  |  |  |  |  |  |  |  |  |  |  |
|                                                                                                |                                                                                                |                                                                                                |                                                                                                |                                                                                                |                                                                                                |                                                                                      |                                                                                      | 第4代リーリア・イ・セリカ公爵 第4代ベリック公爵 カルロス・フィツ＝ハメス・ストゥアルト                          | | | | | | |                            |                            |                            |                            |                            |                                                                                      |                                                                                      |                                                                                      |                                                                                      |                                                                                      |                                                                                      |  |  |                                                                          |                                                                          |                                                                          |                                                                          |                                                                          |                                                                          |  |  |  |  |  |  |  |  |  |  |  |  |  |  |  |  |  |  |  |  |  |  |
|                                                                                                |                                                                                                |                                                                                                |                                                                                                |                                                                                                |                                                                                                |                                                                                      |                                                                                      | | | | | | | |                            |                            |                            |                            |                            |                                                                                      |                                                                                      |                                                                                      |                                                                                      |                                                                                      |                                                                                      |  |  |                                                                          |                                                                          |                                                                          |                                                                          |                                                                          |                                                                          |  |  |  |  |  |  |  |  |  |  |  |  |  |  |  |  |  |  |  |  |  |  |
|                                                                                                |                                                                                                |                                                                                                |                                                                                                |                                                                                                |                                                                                                |                                                                                      |                                                                                      | 第5代リーリア・イ・セリカ公爵 第5代ベリック公爵 ハコボ・フィツ＝ハメス・ストゥアルト                            | | | | | | |                            |                            |                            |                            |                            |                                                                                      |                                                                                      |                                                                                      |                                                                                      |                                                                                      |                                                                                      |  |  |                                                                          |                                                                          |                                                                          |                                                                          |                                                                          |                                                                          |  |  |  |  |  |  |  |  |  |  |  |  |  |  |  |  |  |  |  |  |  |  |
|                                                                                                |                                                                                                |                                                                                                |                                                                                                |                                                                                                |                                                                                                |                                                                                      |                                                                                      | | | | | | | |                            |                            |                            |                            |                            |                                                                                      |                                                                                      |                                                                                      |                                                                                      |                                                                                      |                                                                                      |  |  |                                                                          |                                                                          |                                                                          |                                                                          |                                                                          |                                                                          |  |  |  |  |  |  |  |  |  |  |  |  |  |  |  |  |  |  |  |  |  |  |
|                                                                                                |                                                                                                |                                                                                                |                                                                                                |                                                                                                |                                                                                                |                                                                                      |                                                                                      | | | | | | | |                            |                            |                            |                            |                            |                                                                                      |                                                                                      |                                                                                      |                                                                                      |                                                                                      |                                                                                      |  |  |                                                                          |                                                                          |                                                                          |                                                                          |                                                                          |                                                                          |  |  |  |  |  |  |  |  |  |  |  |  |  |  |  |  |  |  |  |  |  |  |
| 第6代リーリア・イ・セリカ公爵 第6代ベリック公爵 ハコボ・フィツ＝ハメス・ストゥアルト           | 第6代リーリア・イ・セリカ公爵 第6代ベリック公爵 ハコボ・フィツ＝ハメス・ストゥアルト           | 第6代リーリア・イ・セリカ公爵 第6代ベリック公爵 ハコボ・フィツ＝ハメス・ストゥアルト           | 第6代リーリア・イ・セリカ公爵 第6代ベリック公爵 ハコボ・フィツ＝ハメス・ストゥアルト           | 第6代リーリア・イ・セリカ公爵 第6代ベリック公爵 ハコボ・フィツ＝ハメス・ストゥアルト           | 第6代リーリア・イ・セリカ公爵 第6代ベリック公爵 ハコボ・フィツ＝ハメス・ストゥアルト           |                                                                                      |                                                                                      | 第14代アルバ公爵 第7代リーリア・イ・セリカ公爵 第7代ベリック公爵 カルロス・フィツ＝ハメス・ストゥアルト         | 第14代アルバ公爵 第7代リーリア・イ・セリカ公爵 第7代ベリック公爵 カルロス・フィツ＝ハメス・ストゥアルト         | 第14代アルバ公爵 第7代リーリア・イ・セリカ公爵 第7代ベリック公爵 カルロス・フィツ＝ハメス・ストゥアルト         | 第14代アルバ公爵 第7代リーリア・イ・セリカ公爵 第7代ベリック公爵 カルロス・フィツ＝ハメス・ストゥアルト         | 第14代アルバ公爵 第7代リーリア・イ・セリカ公爵 第7代ベリック公爵 カルロス・フィツ＝ハメス・ストゥアルト         | 第14代アルバ公爵 第7代リーリア・イ・セリカ公爵 第7代ベリック公爵 カルロス・フィツ＝ハメス・ストゥアルト         | |                            |                            |                            |                            |                            |                                                                                      |                                                                                      |                                                                                      |                                                                                      |                                                                                      |                                                                                      |  |  |                                                                          |                                                                          |                                                                          |                                                                          |                                                                          |                                                                          |  |  |  |  |  |  |  |  |  |  |  |  |  |  |  |  |  |  |  |  |  |  |
| 第6代リーリア・イ・セリカ公爵 第6代ベリック公爵 ハコボ・フィツ＝ハメス・ストゥアルト           | 第6代リーリア・イ・セリカ公爵 第6代ベリック公爵 ハコボ・フィツ＝ハメス・ストゥアルト           | 第6代リーリア・イ・セリカ公爵 第6代ベリック公爵 ハコボ・フィツ＝ハメス・ストゥアルト           | 第6代リーリア・イ・セリカ公爵 第6代ベリック公爵 ハコボ・フィツ＝ハメス・ストゥアルト           | 第6代リーリア・イ・セリカ公爵 第6代ベリック公爵 ハコボ・フィツ＝ハメス・ストゥアルト           | 第6代リーリア・イ・セリカ公爵 第6代ベリック公爵 ハコボ・フィツ＝ハメス・ストゥアルト           |                                                                                      |                                                                                      | 第14代アルバ公爵 第7代リーリア・イ・セリカ公爵 第7代ベリック公爵 カルロス・フィツ＝ハメス・ストゥアルト         | 第14代アルバ公爵 第7代リーリア・イ・セリカ公爵 第7代ベリック公爵 カルロス・フィツ＝ハメス・ストゥアルト         | 第14代アルバ公爵 第7代リーリア・イ・セリカ公爵 第7代ベリック公爵 カルロス・フィツ＝ハメス・ストゥアルト         | 第14代アルバ公爵 第7代リーリア・イ・セリカ公爵 第7代ベリック公爵 カルロス・フィツ＝ハメス・ストゥアルト         | 第14代アルバ公爵 第7代リーリア・イ・セリカ公爵 第7代ベリック公爵 カルロス・フィツ＝ハメス・ストゥアルト         | 第14代アルバ公爵 第7代リーリア・イ・セリカ公爵 第7代ベリック公爵 カルロス・フィツ＝ハメス・ストゥアルト         | |                            |                            |                            |                            |                            |                                                                                      |                                                                                      |                                                                                      |                                                                                      |                                                                                      |                                                                                      |  |  |                                                                          |                                                                          |                                                                          |                                                                          |                                                                          |                                                                          |  |  |  |  |  |  |  |  |  |  |  |  |  |  |  |  |  |  |  |  |  |  |
|                                                                                                |                                                                                                |                                                                                                |                                                                                                |                                                                                                |                                                                                                |                                                                                      |                                                                                      | 第15代アルバ公爵 第8代リーリア・イ・セリカ公爵 第8代ベリック公爵 ハコボ・フィツ＝ハメス・ストゥアルト           | 第15代アルバ公爵 第8代リーリア・イ・セリカ公爵 第8代ベリック公爵 ハコボ・フィツ＝ハメス・ストゥアルト           | 第15代アルバ公爵 第8代リーリア・イ・セリカ公爵 第8代ベリック公爵 ハコボ・フィツ＝ハメス・ストゥアルト           | 第15代アルバ公爵 第8代リーリア・イ・セリカ公爵 第8代ベリック公爵 ハコボ・フィツ＝ハメス・ストゥアルト           | 第15代アルバ公爵 第8代リーリア・イ・セリカ公爵 第8代ベリック公爵 ハコボ・フィツ＝ハメス・ストゥアルト           | 第15代アルバ公爵 第8代リーリア・イ・セリカ公爵 第8代ベリック公爵 ハコボ・フィツ＝ハメス・ストゥアルト           | |                            |                            |                            |                            |                            | 第14代ペニャランダ女公爵 マリア・フランシスカ・デ・サレス・ポルトカレーロ            | 第14代ペニャランダ女公爵 マリア・フランシスカ・デ・サレス・ポルトカレーロ            | 第14代ペニャランダ女公爵 マリア・フランシスカ・デ・サレス・ポルトカレーロ            | 第14代ペニャランダ女公爵 マリア・フランシスカ・デ・サレス・ポルトカレーロ            | 第14代ペニャランダ女公爵 マリア・フランシスカ・デ・サレス・ポルトカレーロ            | 第14代ペニャランダ女公爵 マリア・フランシスカ・デ・サレス・ポルトカレーロ            |  |  |                                                                          |                                                                          |                                                                          |                                                                          |                                                                          |                                                                          |  |  |  |  |  |  |  |  |  |  |  |  |  |  |  |  |  |  |  |  |  |  |
|                                                                                                |                                                                                                |                                                                                                |                                                                                                |                                                                                                |                                                                                                |                                                                                      |                                                                                      | 第15代アルバ公爵 第8代リーリア・イ・セリカ公爵 第8代ベリック公爵 ハコボ・フィツ＝ハメス・ストゥアルト           | 第15代アルバ公爵 第8代リーリア・イ・セリカ公爵 第8代ベリック公爵 ハコボ・フィツ＝ハメス・ストゥアルト           | 第15代アルバ公爵 第8代リーリア・イ・セリカ公爵 第8代ベリック公爵 ハコボ・フィツ＝ハメス・ストゥアルト           | 第15代アルバ公爵 第8代リーリア・イ・セリカ公爵 第8代ベリック公爵 ハコボ・フィツ＝ハメス・ストゥアルト           | 第15代アルバ公爵 第8代リーリア・イ・セリカ公爵 第8代ベリック公爵 ハコボ・フィツ＝ハメス・ストゥアルト           | 第15代アルバ公爵 第8代リーリア・イ・セリカ公爵 第8代ベリック公爵 ハコボ・フィツ＝ハメス・ストゥアルト           | |                            |                            |                            |                            |                            | 第14代ペニャランダ女公爵 マリア・フランシスカ・デ・サレス・ポルトカレーロ            | 第14代ペニャランダ女公爵 マリア・フランシスカ・デ・サレス・ポルトカレーロ            | 第14代ペニャランダ女公爵 マリア・フランシスカ・デ・サレス・ポルトカレーロ            | 第14代ペニャランダ女公爵 マリア・フランシスカ・デ・サレス・ポルトカレーロ            | 第14代ペニャランダ女公爵 マリア・フランシスカ・デ・サレス・ポルトカレーロ            | 第14代ペニャランダ女公爵 マリア・フランシスカ・デ・サレス・ポルトカレーロ            |  |  |                                                                          |                                                                          |                                                                          |                                                                          |                                                                          |                                                                          |  |  |  |  |  |  |  |  |  |  |  |  |  |  |  |  |  |  |  |  |  |  |
|                                                                                                |                                                                                                |                                                                                                |                                                                                                |                                                                                                |                                                                                                |                                                                                      |                                                                                      | | | | | | | |                            |                            |                            |                            |                            |                                                                                      |                                                                                      |                                                                                      |                                                                                      |                                                                                      |                                                                                      |  |  |                                                                          |                                                                          |                                                                          |                                                                          |                                                                          |                                                                          |  |  |  |  |  |  |  |  |  |  |  |  |  |  |  |  |  |  |  |  |  |  |
|                                                                                                |                                                                                                |                                                                                                |                                                                                                |                                                                                                |                                                                                                |                                                                                      |                                                                                      | | | | | | | 第16代アルバ公爵 第15代ペニャランダ公爵 第9代リーリア・イ・セリカ公爵 第9代ベリック公爵 カルロス・マリア・フィツ＝ハメス・ストゥアルト |                            |                            |                            |                            |                            |                                                                                      |                                                                                      |                                                                                      |                                                                                      |                                                                                      |                                                                                      |  |  |                                                                          |                                                                          |                                                                          |                                                                          |                                                                          |                                                                          |  |  |  |  |  |  |  |  |  |  |  |  |  |  |  |  |  |  |  |  |  |  |
|                                                                                                |                                                                                                |                                                                                                |                                                                                                |                                                                                                |                                                                                                |                                                                                      |                                                                                      | | | | | | | |                            |                            |                            |                            |                            |                                                                                      |                                                                                      |                                                                                      |                                                                                      |                                                                                      |                                                                                      |  |  |                                                                          |                                                                          |                                                                          |                                                                          |                                                                          |                                                                          |  |  |  |  |  |  |  |  |  |  |  |  |  |  |  |  |  |  |  |  |  |  |
|                                                                                                |                                                                                                |                                                                                                |                                                                                                |                                                                                                |                                                                                                |                                                                                      |                                                                                      | | | | | | | |                            |                            |                            |                            |                            |                                                                                      |                                                                                      |                                                                                      |                                                                                      |                                                                                      |                                                                                      |  |  |                                                                          |                                                                          |                                                                          |                                                                          |                                                                          |                                                                          |  |  |  |  |  |  |  |  |  |  |  |  |  |  |  |  |  |  |  |  |  |  |
|                                                                                                |                                                                                                |                                                                                                |                                                                                                |                                                                                                |                                                                                                |                                                                                      |                                                                                      | 第17代アルバ公爵 第10代リーリア・イ・セリカ公爵 第10代ベリック公爵 ハコボ・フィツ＝ハメス・ストゥアルト         | 第17代アルバ公爵 第10代リーリア・イ・セリカ公爵 第10代ベリック公爵 ハコボ・フィツ＝ハメス・ストゥアルト         | 第17代アルバ公爵 第10代リーリア・イ・セリカ公爵 第10代ベリック公爵 ハコボ・フィツ＝ハメス・ストゥアルト         | 第17代アルバ公爵 第10代リーリア・イ・セリカ公爵 第10代ベリック公爵 ハコボ・フィツ＝ハメス・ストゥアルト         | 第17代アルバ公爵 第10代リーリア・イ・セリカ公爵 第10代ベリック公爵 ハコボ・フィツ＝ハメス・ストゥアルト         | 第17代アルバ公爵 第10代リーリア・イ・セリカ公爵 第10代ベリック公爵 ハコボ・フィツ＝ハメス・ストゥアルト         | |                            |                            |                            |                            |                            | 第16代ペニャランダ公爵 エルナンド・フィツ＝ハメス・ストゥアルト                      | 第16代ペニャランダ公爵 エルナンド・フィツ＝ハメス・ストゥアルト                      | 第16代ペニャランダ公爵 エルナンド・フィツ＝ハメス・ストゥアルト                      | 第16代ペニャランダ公爵 エルナンド・フィツ＝ハメス・ストゥアルト                      | 第16代ペニャランダ公爵 エルナンド・フィツ＝ハメス・ストゥアルト                      | 第16代ペニャランダ公爵 エルナンド・フィツ＝ハメス・ストゥアルト                      |  |  |                                                                          |                                                                          |                                                                          |                                                                          |                                                                          |                                                                          |  |  |  |  |  |  |  |  |  |  |  |  |  |  |  |  |  |  |  |  |  |  |
|                                                                                                |                                                                                                |                                                                                                |                                                                                                |                                                                                                |                                                                                                |                                                                                      |                                                                                      | 第17代アルバ公爵 第10代リーリア・イ・セリカ公爵 第10代ベリック公爵 ハコボ・フィツ＝ハメス・ストゥアルト         | 第17代アルバ公爵 第10代リーリア・イ・セリカ公爵 第10代ベリック公爵 ハコボ・フィツ＝ハメス・ストゥアルト         | 第17代アルバ公爵 第10代リーリア・イ・セリカ公爵 第10代ベリック公爵 ハコボ・フィツ＝ハメス・ストゥアルト         | 第17代アルバ公爵 第10代リーリア・イ・セリカ公爵 第10代ベリック公爵 ハコボ・フィツ＝ハメス・ストゥアルト         | 第17代アルバ公爵 第10代リーリア・イ・セリカ公爵 第10代ベリック公爵 ハコボ・フィツ＝ハメス・ストゥアルト         | 第17代アルバ公爵 第10代リーリア・イ・セリカ公爵 第10代ベリック公爵 ハコボ・フィツ＝ハメス・ストゥアルト         | |                            |                            |                            |                            |                            | 第16代ペニャランダ公爵 エルナンド・フィツ＝ハメス・ストゥアルト                      | 第16代ペニャランダ公爵 エルナンド・フィツ＝ハメス・ストゥアルト                      | 第16代ペニャランダ公爵 エルナンド・フィツ＝ハメス・ストゥアルト                      | 第16代ペニャランダ公爵 エルナンド・フィツ＝ハメス・ストゥアルト                      | 第16代ペニャランダ公爵 エルナンド・フィツ＝ハメス・ストゥアルト                      | 第16代ペニャランダ公爵 エルナンド・フィツ＝ハメス・ストゥアルト                      |  |  |                                                                          |                                                                          |                                                                          |                                                                          |                                                                          |                                                                          |  |  |  |  |  |  |  |  |  |  |  |  |  |  |  |  |  |  |  |  |  |  |
|                                                                                                |                                                                                                |                                                                                                |                                                                                                |                                                                                                |                                                                                                |                                                                                      |                                                                                      | スペイン爵位 | スペイン爵位 | スペイン爵位 | スペイン爵位 | スペイン爵位 | スペイン爵位 | |                            |                            |                            |                            |                            | ジャコバイト爵位                                                                     | ジャコバイト爵位                                                                     | ジャコバイト爵位                                                                     | ジャコバイト爵位                                                                     | ジャコバイト爵位                                                                     | ジャコバイト爵位                                                                     |  |  |                                                                          |                                                                          |                                                                          |                                                                          |                                                                          |                                                                          |  |  |  |  |  |  |  |  |  |  |  |  |  |  |  |  |  |  |  |  |  |  |
|                                                                                                |                                                                                                |                                                                                                |                                                                                                |                                                                                                |                                                                                                |                                                                                      |                                                                                      | スペイン爵位 | スペイン爵位 | スペイン爵位 | スペイン爵位 | スペイン爵位 | スペイン爵位 | |                            |                            |                            |                            |                            | ジャコバイト爵位                                                                     | ジャコバイト爵位                                                                     | ジャコバイト爵位                                                                     | ジャコバイト爵位                                                                     | ジャコバイト爵位                                                                     | ジャコバイト爵位                                                                     |  |  |                                                                          |                                                                          |                                                                          |                                                                          |                                                                          |                                                                          |  |  |  |  |  |  |  |  |  |  |  |  |  |  |  |  |  |  |  |  |  |  |
|                                                                                                |                                                                                                |                                                                                                |                                                                                                |                                                                                                |                                                                                                |                                                                                      |                                                                                      | 第18代アルバ女公 第11代リーリア・イ・セリカ女公 第11代ベリック女公爵 カイエターナ・フィツ＝ハメス・ストゥアルト | 第18代アルバ女公 第11代リーリア・イ・セリカ女公 第11代ベリック女公爵 カイエターナ・フィツ＝ハメス・ストゥアルト | 第18代アルバ女公 第11代リーリア・イ・セリカ女公 第11代ベリック女公爵 カイエターナ・フィツ＝ハメス・ストゥアルト | 第18代アルバ女公 第11代リーリア・イ・セリカ女公 第11代ベリック女公爵 カイエターナ・フィツ＝ハメス・ストゥアルト | 第18代アルバ女公 第11代リーリア・イ・セリカ女公 第11代ベリック女公爵 カイエターナ・フィツ＝ハメス・ストゥアルト | 第18代アルバ女公 第11代リーリア・イ・セリカ女公 第11代ベリック女公爵 カイエターナ・フィツ＝ハメス・ストゥアルト | |                            |                            |                            |                            |                            | 第17代ペニャランダ公爵 第11代ベリック公爵 フェルナンド・フィツ＝ハメス・ストゥアルト | 第17代ペニャランダ公爵 第11代ベリック公爵 フェルナンド・フィツ＝ハメス・ストゥアルト | 第17代ペニャランダ公爵 第11代ベリック公爵 フェルナンド・フィツ＝ハメス・ストゥアルト | 第17代ペニャランダ公爵 第11代ベリック公爵 フェルナンド・フィツ＝ハメス・ストゥアルト | 第17代ペニャランダ公爵 第11代ベリック公爵 フェルナンド・フィツ＝ハメス・ストゥアルト | 第17代ペニャランダ公爵 第11代ベリック公爵 フェルナンド・フィツ＝ハメス・ストゥアルト |  |  |                                                                          |                                                                          |                                                                          |                                                                          |                                                                          |                                                                          |  |  |  |  |  |  |  |  |  |  |  |  |  |  |  |  |  |  |  |  |  |  |
|                                                                                                |                                                                                                |                                                                                                |                                                                                                |                                                                                                |                                                                                                |                                                                                      |                                                                                      | 第18代アルバ女公 第11代リーリア・イ・セリカ女公 第11代ベリック女公爵 カイエターナ・フィツ＝ハメス・ストゥアルト | 第18代アルバ女公 第11代リーリア・イ・セリカ女公 第11代ベリック女公爵 カイエターナ・フィツ＝ハメス・ストゥアルト | 第18代アルバ女公 第11代リーリア・イ・セリカ女公 第11代ベリック女公爵 カイエターナ・フィツ＝ハメス・ストゥアルト | 第18代アルバ女公 第11代リーリア・イ・セリカ女公 第11代ベリック女公爵 カイエターナ・フィツ＝ハメス・ストゥアルト | 第18代アルバ女公 第11代リーリア・イ・セリカ女公 第11代ベリック女公爵 カイエターナ・フィツ＝ハメス・ストゥアルト | 第18代アルバ女公 第11代リーリア・イ・セリカ女公 第11代ベリック女公爵 カイエターナ・フィツ＝ハメス・ストゥアルト | |                            |                            |                            |                            |                            | 第17代ペニャランダ公爵 第11代ベリック公爵 フェルナンド・フィツ＝ハメス・ストゥアルト | 第17代ペニャランダ公爵 第11代ベリック公爵 フェルナンド・フィツ＝ハメス・ストゥアルト | 第17代ペニャランダ公爵 第11代ベリック公爵 フェルナンド・フィツ＝ハメス・ストゥアルト | 第17代ペニャランダ公爵 第11代ベリック公爵 フェルナンド・フィツ＝ハメス・ストゥアルト | 第17代ペニャランダ公爵 第11代ベリック公爵 フェルナンド・フィツ＝ハメス・ストゥアルト | 第17代ペニャランダ公爵 第11代ベリック公爵 フェルナンド・フィツ＝ハメス・ストゥアルト |  |  |                                                                          |                                                                          |                                                                          |                                                                          |                                                                          |                                                                          |  |  |  |  |  |  |  |  |  |  |  |  |  |  |  |  |  |  |  |  |  |  |
|                                                                                                |                                                                                                |                                                                                                |                                                                                                |                                                                                                |                                                                                                |                                                                                      |                                                                                      | | | | | | | |                            |                            |                            |                            |                            |                                                                                      |                                                                                      |                                                                                      |                                                                                      |                                                                                      |                                                                                      |  |  |                                                                          |                                                                          |                                                                          |                                                                          |                                                                          |                                                                          |  |  |  |  |  |  |  |  |  |  |  |  |  |  |  |  |  |  |  |  |  |  |
|                                                                                                |                                                                                                |                                                                                                |                                                                                                |                                                                                                |                                                                                                |                                                                                      |                                                                                      | 第19代アルバ公爵 第12代リーリア・イ・セリカ公爵 第12代ベリック公爵 カルロス・フィツ＝ハメス・ストゥアルト       | 第19代アルバ公爵 第12代リーリア・イ・セリカ公爵 第12代ベリック公爵 カルロス・フィツ＝ハメス・ストゥアルト       | 第19代アルバ公爵 第12代リーリア・イ・セリカ公爵 第12代ベリック公爵 カルロス・フィツ＝ハメス・ストゥアルト       | 第19代アルバ公爵 第12代リーリア・イ・セリカ公爵 第12代ベリック公爵 カルロス・フィツ＝ハメス・ストゥアルト       | 第19代アルバ公爵 第12代リーリア・イ・セリカ公爵 第12代ベリック公爵 カルロス・フィツ＝ハメス・ストゥアルト       | 第19代アルバ公爵 第12代リーリア・イ・セリカ公爵 第12代ベリック公爵 カルロス・フィツ＝ハメス・ストゥアルト       | |                            |                            |                            |                            |                            | 第17代ペニャランダ公爵 第11代ベリック公爵 ハコボ・フィツ＝ハメス・ストゥアルト       | 第17代ペニャランダ公爵 第11代ベリック公爵 ハコボ・フィツ＝ハメス・ストゥアルト       | 第17代ペニャランダ公爵 第11代ベリック公爵 ハコボ・フィツ＝ハメス・ストゥアルト       | 第17代ペニャランダ公爵 第11代ベリック公爵 ハコボ・フィツ＝ハメス・ストゥアルト       | 第17代ペニャランダ公爵 第11代ベリック公爵 ハコボ・フィツ＝ハメス・ストゥアルト       | 第17代ペニャランダ公爵 第11代ベリック公爵 ハコボ・フィツ＝ハメス・ストゥアルト       |  |  | バルデラバノ侯爵 （法定推定相続人） ルイス・フィツ＝ハメス・ストゥアルト | バルデラバノ侯爵 （法定推定相続人） ルイス・フィツ＝ハメス・ストゥアルト | バルデラバノ侯爵 （法定推定相続人） ルイス・フィツ＝ハメス・ストゥアルト | バルデラバノ侯爵 （法定推定相続人） ルイス・フィツ＝ハメス・ストゥアルト | バルデラバノ侯爵 （法定推定相続人） ルイス・フィツ＝ハメス・ストゥアルト | バルデラバノ侯爵 （法定推定相続人） ルイス・フィツ＝ハメス・ストゥアルト |  |  |  |  |  |  |  |  |  |  |  |  |  |  |  |  |  |  |  |  |  |  |
|                                                                                                |                                                                                                |                                                                                                |                                                                                                |                                                                                                |                                                                                                |                                                                                      |                                                                                      | 第19代アルバ公爵 第12代リーリア・イ・セリカ公爵 第12代ベリック公爵 カルロス・フィツ＝ハメス・ストゥアルト       | 第19代アルバ公爵 第12代リーリア・イ・セリカ公爵 第12代ベリック公爵 カルロス・フィツ＝ハメス・ストゥアルト       | 第19代アルバ公爵 第12代リーリア・イ・セリカ公爵 第12代ベリック公爵 カルロス・フィツ＝ハメス・ストゥアルト       | 第19代アルバ公爵 第12代リーリア・イ・セリカ公爵 第12代ベリック公爵 カルロス・フィツ＝ハメス・ストゥアルト       | 第19代アルバ公爵 第12代リーリア・イ・セリカ公爵 第12代ベリック公爵 カルロス・フィツ＝ハメス・ストゥアルト       | 第19代アルバ公爵 第12代リーリア・イ・セリカ公爵 第12代ベリック公爵 カルロス・フィツ＝ハメス・ストゥアルト       | |                            |                            |                            |                            |                            | 第17代ペニャランダ公爵 第11代ベリック公爵 ハコボ・フィツ＝ハメス・ストゥアルト       | 第17代ペニャランダ公爵 第11代ベリック公爵 ハコボ・フィツ＝ハメス・ストゥアルト       | 第17代ペニャランダ公爵 第11代ベリック公爵 ハコボ・フィツ＝ハメス・ストゥアルト       | 第17代ペニャランダ公爵 第11代ベリック公爵 ハコボ・フィツ＝ハメス・ストゥアルト       | 第17代ペニャランダ公爵 第11代ベリック公爵 ハコボ・フィツ＝ハメス・ストゥアルト       | 第17代ペニャランダ公爵 第11代ベリック公爵 ハコボ・フィツ＝ハメス・ストゥアルト       |  |  | バルデラバノ侯爵 （法定推定相続人） ルイス・フィツ＝ハメス・ストゥアルト | バルデラバノ侯爵 （法定推定相続人） ルイス・フィツ＝ハメス・ストゥアルト | バルデラバノ侯爵 （法定推定相続人） ルイス・フィツ＝ハメス・ストゥアルト | バルデラバノ侯爵 （法定推定相続人） ルイス・フィツ＝ハメス・ストゥアルト | バルデラバノ侯爵 （法定推定相続人） ルイス・フィツ＝ハメス・ストゥアルト | バルデラバノ侯爵 （法定推定相続人） ルイス・フィツ＝ハメス・ストゥアルト |  |  |  |  |  |  |  |  |  |  |  |  |  |  |  |  |  |  |  |  |  |  |
|                                                                                                |                                                                                                |                                                                                                |                                                                                                |                                                                                                |                                                                                                |                                                                                      |                                                                                      | ウエスカル侯爵 （法定推定相続人） フェルナンド・フィツ＝ハメス・ストゥアルト                                    | | | | | | |                            |                            |                            |                            |                            |                                                                                      |                                                                                      |                                                                                      |                                                                                      |                                                                                      |                                                                                      |  |  |                                                                          |                                                                          |                                                                          |                                                                          |                                                                          |                                                                          |  |  |  |  |  |  |  |  |  |  |  |  |  |  |  |  |  |  |  |  |  |  |